# Damien Hirst
Damien Hirst (Bristol, 7 de junho de 1965) é um artista britânico, o mais proeminente do grupo Young British Artists.

## Biografia

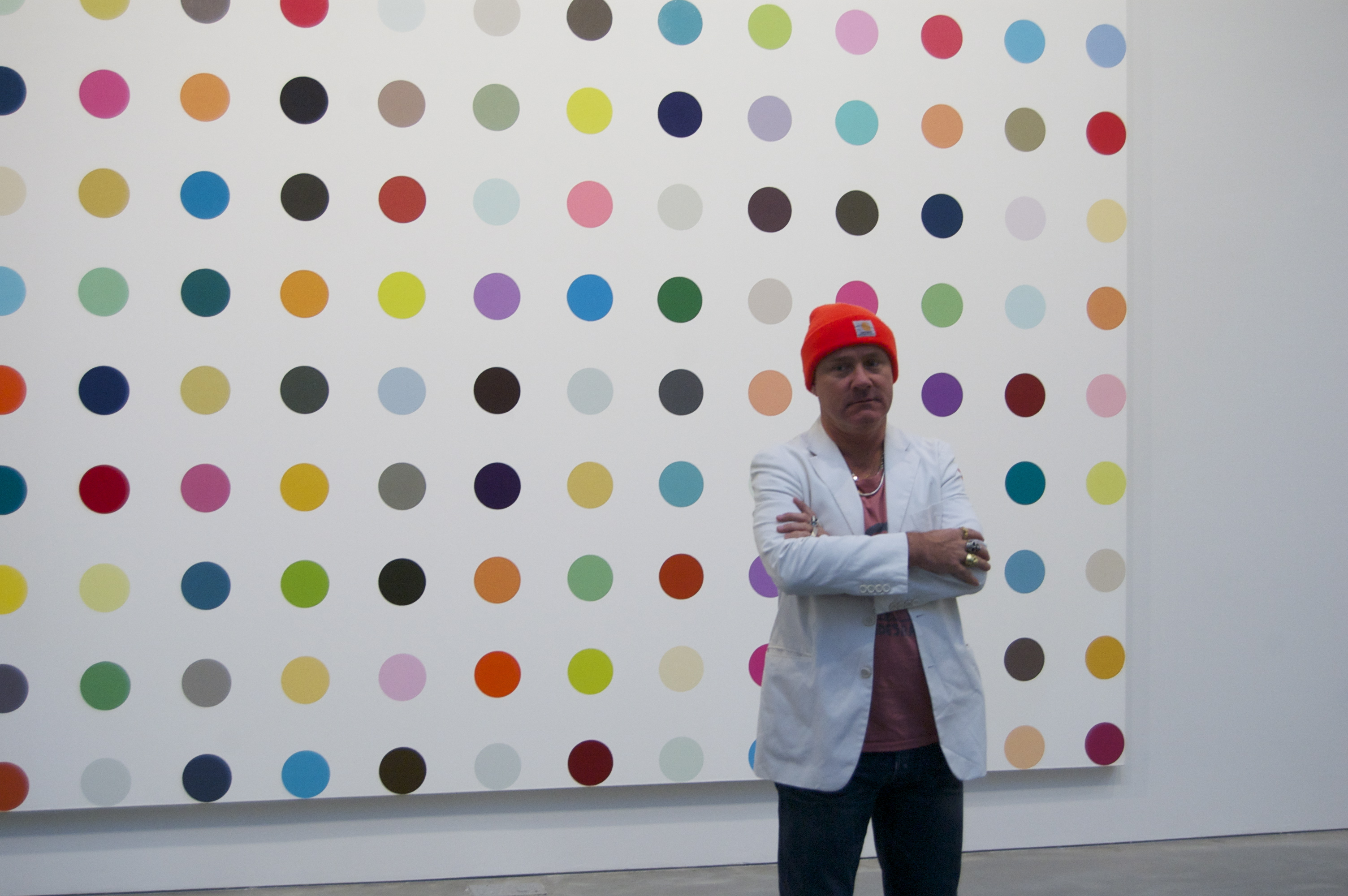
Damien Hirst diante de uma sua pintura

Durante os anos da década de 90 constituiu-se como líder dos "Young British Artists" (ou YBAs), Jovens Artistas Britânicos, dominando a arte britânica durante essa década e sendo amplamente conhecido internacionalmente. No início da sua carreira esteve muito ligado ao importante colecionador Charles Saatchi, que foi responsável pelo seu enorme e rápido êxito com um muito dirigido trabalho de marketing. Em 2003 a relação rompeu-se completamente por grandes desavenças entre ambos.
O Sunday Times calculou a sua fortuna em cerca de 364 milhões de dólares (261 milhões de euros)

## Obra
A morte é o tema central da sua obra, que sempre esteve rodeada de grande polémica mais ou menos premeditada e por conseguinte de um grande seguimento mediático; por exemplo, as autoridades de New York proibiram a exposição do seu "casal morto fodendo duas vezes", dos cadáveres de um touro e uma vaca flutuando em formol. Esta última pertence à sua série de obras mais conhecida, Natural History na qual distintos animais mortos como um tubarão, uma ovelha ou uma vaca são conservados e por vezes cortados dentro de tanques de formaldeído. É ainda conhecido por seus "spin paintings", realizados sobre uma superfície giratória, e pelos seus "spot paintings", círculos coloreados aleatoriamente.
O seu trabalho mais icónico e polémico, The Physical Impossibility Of Death In the Mind Of Someone Living (Impossibilidade física da morte na mente de alguém vivo), um enorme tubarão tigre numa vitrina cheia de formaldeído, foi vendido em 2004 como a segunda obra mais cara de um artista em vida (depois de Jasper Johns), rondando os dez milhões de dólares. Devido à decomposição do tubarão-tigre, foi substituído com um novo espécime em 2006.
Em Agosto de 2007, este escultor vendeu por 100 000 000 USD (cem milhões de dólares), a obra 'Pelo amor de Deus', que consiste num crânio com mais de oito mil diamantes incrustados. O montante desta transacção é o mais alto pago até à data por uma obra de um artista vivo.

## Leilão
Nos dias 15 e 16 de Setembro de 2008, o artista leiloou directamente 223 peças na Sotheby's. Apenas cinco lotes não foram vendidos.
Instalações, esculturas, pintura e desenho com as quais Leeds embolsou cerca de 140 milhões de euros, soma jamais conseguida de uma só vez por qualquer artista.
Hirst registou um novo recorde para um leilão dedicado a um único artista, cujo anterior detentor era Pablo Picasso, com um leilão de 88 das suas obras que se traduziu num lucro de 20 milhões de dólares em 1993 (14,14 milhões de euros, ao câmbio atual).